# Лілія Усік
Лілія Усік (нім. Lilia Usik; нар. 14 лютого 1989, м. Костянтинівка, Донецька область) - німецький політик, перша українка за народженням, яка стала членом Палати депутатів Берліна. З 2023 року Усік є членом Палати депутатів Берліна від партії Християнсько-демократичний союз (Німеччина).  

## Життєпис
Лілія Усік народилася у місті Костянтинівка в Донецькій області. Закінчила Костянтинівську школу загальної середньої освіти І - ІІІ ступенів № 13 та Донецький ліцей "Ерудит". З 2006 до 2011 Усік здобула ступінь бакалавра та магістра з німецької філології в Київському національному лінгвістичному університеті. З 2011 до 2014 Усік отримала другу ступінь магістра з Німецької як іноземної (Deutsch als Fremdsprache) в Берлінському університеті імені Гумбольдтів із стипендією фонду Конрада Аденауера, провівши семестр в Кінгс-коледжі, Королівському коледжі у м. Лондоні (навчальна та викладацька практика). 
З 2016 Усік працювала науковою референткою в бюро депутатів німецького Бундестагу Др. Ганса-Петера Уля та Томаса Зільберхорна. Там вона займалася питаннями політики безпеки і оборони, України, Східної Європи та прав людини. З 2021 і до початку своєї діяльності як член Палати депутатів Берліна у 2023 працювала референткою з питань Європи, середнього та малого бізнесу та міжнародних кооперацій в Федерації Безпекової та Оборонної Індустрії Німеччини. Усік вільно володіє українською, російською, німецькою та англійською мовами.

### Політична діяльність
З 2016 Усік є членом німецької партії Християнсько-демократичний союз. З 2021 до 2023 року вона була районною депутаткою в Районному Зібранні Ліхтенберга та займалася політикою розвитку міста, транспортною інфраструктурою та була головою комітета з питань дітей та молоді. На виборах у Берліні у лютому 2023 року вона пройшла за прямим мандатом у Палату депутатів Берліна, отримавши найбільший відсоток голосів виборців (22,4%) у своєму виборчому окрузі (Ліхтенберг 6, Карлсхорст, Південне Фрідріхсьфельде та Румельзбурзька Бухта).